# Kurdikeri, Hubli
Kurdikeri là một làng thuộc tehsil Hubli, huyện Dharwad, bang Karnataka, Ấn Độ.